# 판톤 의자

판톤 의자(덴마크어: Pantonstolen)는 덴마크의 디자이너 베르너 판톤이 1960년대에 제작한 S 모양 플라스틱 의자이다. 세계 최초의 플라스틱 주형 의자이며, 덴마크 디자인 역사상 최고의 걸작 중 하나로 평가받는다. 2006년 덴마크 예술 걸작선에 역시 선정되었다.